# Göhren (Rügen)

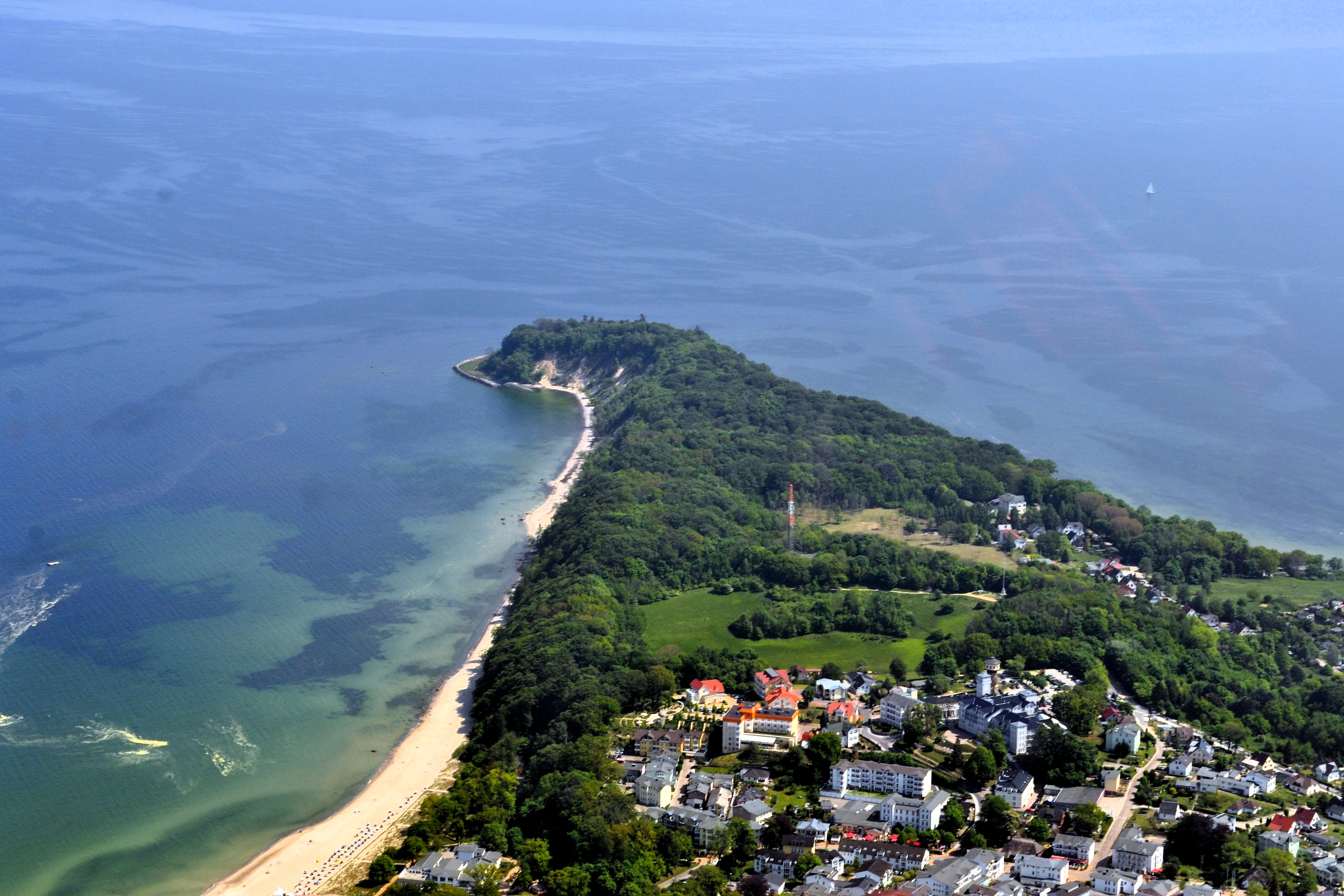
Kap „Nordperd“ in Göhren an der Ostsee

Das Ostseebad Göhren ist eine Gemeinde auf der Halbinsel Mönchgut im Landkreis Vorpommern-Rügen auf der Insel Rügen in Mecklenburg-Vorpommern (Deutschland). Sie wird vom Amt Mönchgut-Granitz mit Sitz in Baabe verwaltet.

## Geografie
Das Gebiet der Gemeinde Göhren schließt den östlichsten Punkt Rügens mit ein – das „Nordperd“; das Kap trennt den Südstrand vom Nordstrand, dem eigentlichen Badestrand des Ostseebades. Hinter dem Nordstrand lädt die Kurpromenade zum Flanieren ein. Im Ostseewasser, zwischen der Göhrener Seebrücke und Nordperd, liegt der „Buskam“, der bisher größte in Deutschland gefundene Findling.

## Geschichte
Der ehemalige Ortsname war slawisch gora ‚Berg‘ und bezieht sich auf die hügelige Landschaft.
Göhren wurde urkundlich 1276 und 1295 in Grenzbeschreibungen des Klosters Eldena erwähnt. Später war Göhren im Besitz des Klosters. Der Ort war bis 1326 Teil des Fürstentums Rügen und danach des Herzogtums Pommern. Mit der Reformation und der Aufhebung des Klosters Eldena kam Göhren in herzoglichen Besitz.
Mit dem Westfälischen Frieden von 1648 kam Rügen und somit auch der Ort Göhren zu Schwedisch-Pommern. Im Jahr 1815 wechselte die Gemeinde und Vorpommern zur preußischen Provinz Pommern.
Göhren entwickelte sich im 19. Jahrhundert zu einem bedeutenden Ferienort und führt seit 1878 den Titel Seebad, dieser war ihm aber nur von seinen Bewohnern verliehen worden. 1885 zählte das Dorf 245 Einwohner. 1887 gründete die kaiserliche Hofdame Adeline Gräfin von Schimmelmann in Göhren das weltweit erste Seemannsheim. Der Bau der Schmalspurbahn Rasender Roland verstärkte ab 1899 die touristische Entwicklung, und von da an wurde Göhren wirklich zum Seebad. Die Kleinbahn fährt noch heute im Linienverkehr und verbindet Göhren mit den Badeorten Baabe, Sellin und Binz. Sie endet im Putbusser Ortsteil Lauterbach. Zu DDR-Zeiten wurden die Urlaubskapazitäten weiter ausgebaut. 1962/64 entstanden die sogenannten Urlauberdörfer mit einfachen Holzunterkünften. 1965 wurde im Dünenwald in Richtung Baabe in unmittelbarer Nähe zur Ostsee ein Campingplatz angelegt, der heute von der Regenbogen AG betrieben wird. 1976 hatte Göhren 1800 Einwohner und 4400 Gästebetten, die vor allem vom FDGB-Feriendienst verwaltet wurden. Jährlich hatte der Ort ca. 70.000 Feriengäste. Auf der Kurpromenade stand bis zur Wende ein Gedenkstein, der an den Besuch des ersten Präsidenten der DDR, Wilhelm Pieck, in Göhren erinnern sollte. Der Stein ist heute auf dem Gelände des Museumshofes zu sehen.
Seit 1818 gehörte Göhren zum Kreis bzw. Landkreis Rügen. Nur in den Jahren 1952 bis 1955 war es dem Kreis Putbus zugehörig. Die Gemeinde gehörte danach bis 1990 zum Kreis Rügen im Bezirk Rostock und wurde im selben Jahr Teil des Landes Mecklenburg-Vorpommern. Der seit 1990 wieder so bezeichnete Landkreis Rügen ging 2011 im Landkreis Vorpommern-Rügen auf.

## Bevölkerung
| Jahr | Einwohner |
| ---- | --------- |
| 1990 | 1499      |
| 1995 | 1272      |
| 2000 | 1298      |
| 2005 | 1291      |
| 2010 | 1242      |
| 2015 | 1238      |

| Jahr | Einwohner |
| ---- | --------- |
| 2020 | 1315      |
| 2021 | 1389      |
| 2022 | 1458      |
| 2023 | 1442      |

 Stand: 31. Dezember des jeweiligen Jahres

## Politik

### Gemeindevertretung
Die Gemeindevertretung von Göhren besteht aus 10 Mitgliedern. Die Kommunalwahl am 9. Juni 2024 führte zu folgendem Ergebnis (mit Vergleichszahlen von 2019):
| Partei / Wählergruppe       | Stimmenanteil 2019 | Sitze 2019 |        | Stimmenanteil 2024 | Sitze 2024 |
| Göhrener Wählergemeinschaft | –                  | –          | 35,2 % | 4                  |            |
| Bürger für Göhren (BfG)     | 40,9 %             | 4          | 35,1 % | 3                  |            |
| CDU                         | 32,4 %             | 3          | 15,3 % | 2                  |            |
| Freie Union Göhren          | –                  | –          | 13,4 % | 1                  |            |
| SPD                         | 14,3 %             | 2          | –      | –                  |            |
| Einzelbewerber Möller       | 07,7 %             | 1          | –      | –                  |            |
| Einzelbewerber Walther      | 04,3 %             | 0          | –      | –                  |            |
| Einzelbewerber Herber       | 00,3 %             | 0          | 0,0 %  | 0                  |            |
| Einzelbewerber Döring       | –                  | –          | 0,1 %  | 0                  |            |
| Insgesamt                   | 100 %              | 10         | 100 %  | 10                 |            |

### Bürgermeister
- 2019–2024: Torsten Döring (SPD)
- seit 2024: Olaf Neugebauer (Bürger für Göhren)

Bei der Bürgermeisterwahl am 26. Mai 2019 wurde Döring mit 53,3 % der gültigen Stimmen gewählt. Er verstarb im Mai 2024.
Am 29. September 2024 wurde Neugebauer mit mehr als 60 % der gültigen Stimmen zu seinem Nachfolger gewählt. Seine Amtszeit beträgt fünf Jahre.

### Wappen, Flagge, Dienstsiegel
Die Gemeinde verfügt über kein amtlich genehmigtes Hoheitszeichen, weder Wappen noch Flagge. Als Dienstsiegel wird das kleine Landessiegel mit dem Wappenbild des Landesteils Vorpommern geführt. Es zeigt einen aufgerichteten Greifen mit aufgeworfenem Schweif und der Umschrift „OSTSEEBAD GÖHREN – LANDKREIS VORPOMMERN-RÜGEN“.

## Sehenswürdigkeiten

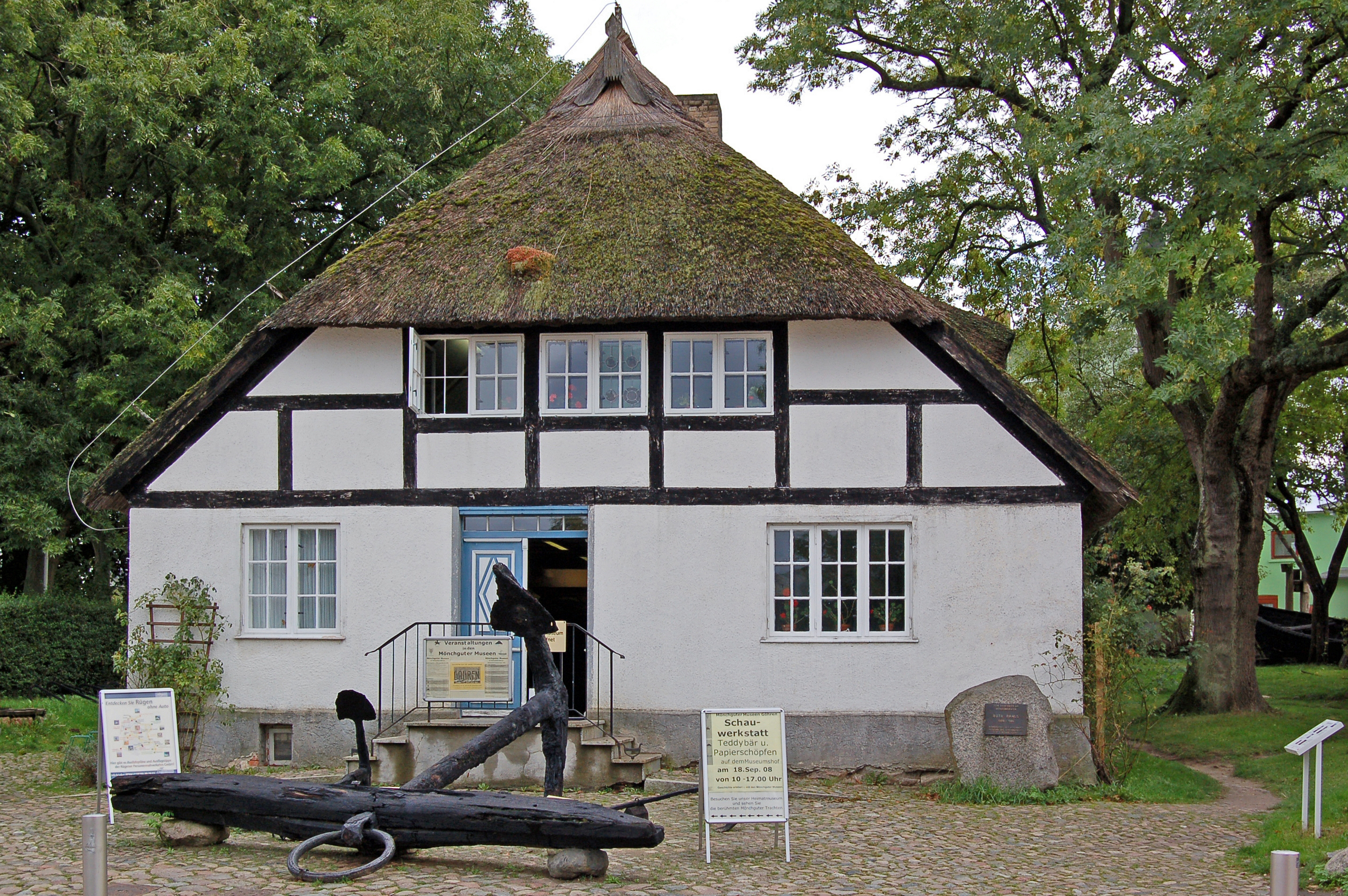
Göhrener Heimatmuseum

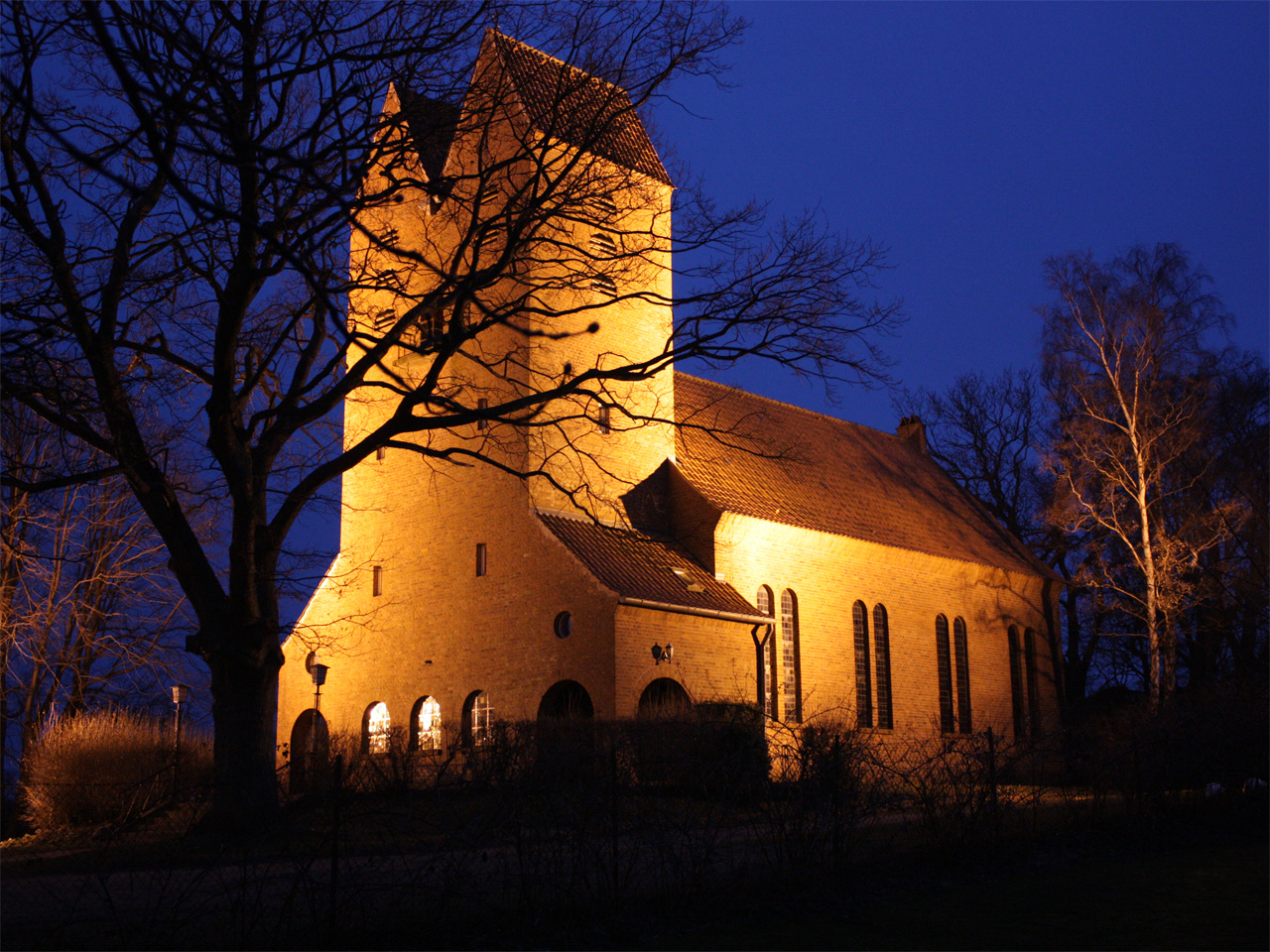
Göhren Kirche bei Nacht

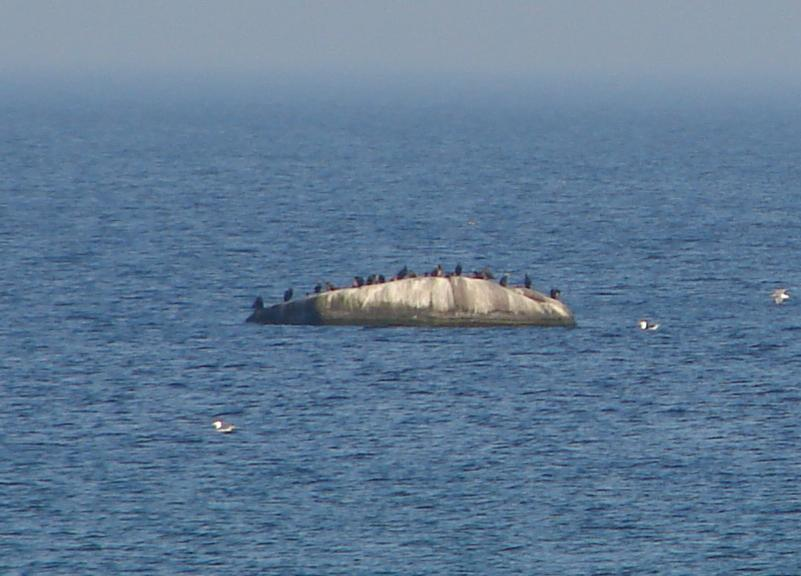
„Der Buskam“ vom Ostseestrand aus gesehen

- Mönchguter Museen, vier unter Denkmalschutz stehende Anlagen, die dieses Freilichtmuseum darstellen. Es handelt sich um das Mönchguter Heimatmuseum mit dem davor befindlichen Ruth-Bahls-Gedenkstein, den Motorsegler Luise, den Museumshof (seit 1971), sowie ein reetgedecktes und traditionell eingerichtetes Bauernhaus, das Rookhus.
- Dorfkirche Göhren aus dem 20. Jahrhundert (1929/30)
- Buskam, Findling, ca. 300 m östlich vor der Küste Göhrens; er ist der größte, den die letzte Eiszeit in Deutschland hinterlassen hat
- Seebrücke Göhren, in den 1990er Jahren wieder neu errichtet, ihre Länge beträgt 270 Meter
- Hügelgrab Speckbusch neben der Göhrener Kirche, stammt aus der Bronzezeit
- Drachenhaus, die letzte Lebens- und Wirkungsstätte des „Dichters der Ostsee“ und seinerzeit bedeutenden Dramatikers Max Dreyer
- Gedenkstein für die Opfer der „Aktion Rose“ 1953 an der Ostseeküste (Hotel Seestern, Poststraße 10)
- Bodendenkmal Hessenlager an der Straße nach Lobbe, geht auf ein Militärlager von 1812 zurück
- Strände mit einer Gesamtlänge von 5 km mit fließendem Übergang der Strände
  - Nordstrand, bis zu 30 m breiter und weißer, feinsandiger Strand mit der 270 m langen Seebrücke
  - Südstrand, steiniger und schmalerer Strand,[13] der sich bis Lobbe hinzieht
- Kriegerdenkmal Göhren, 1922 errichtet

## Wirtschaft und Infrastruktur

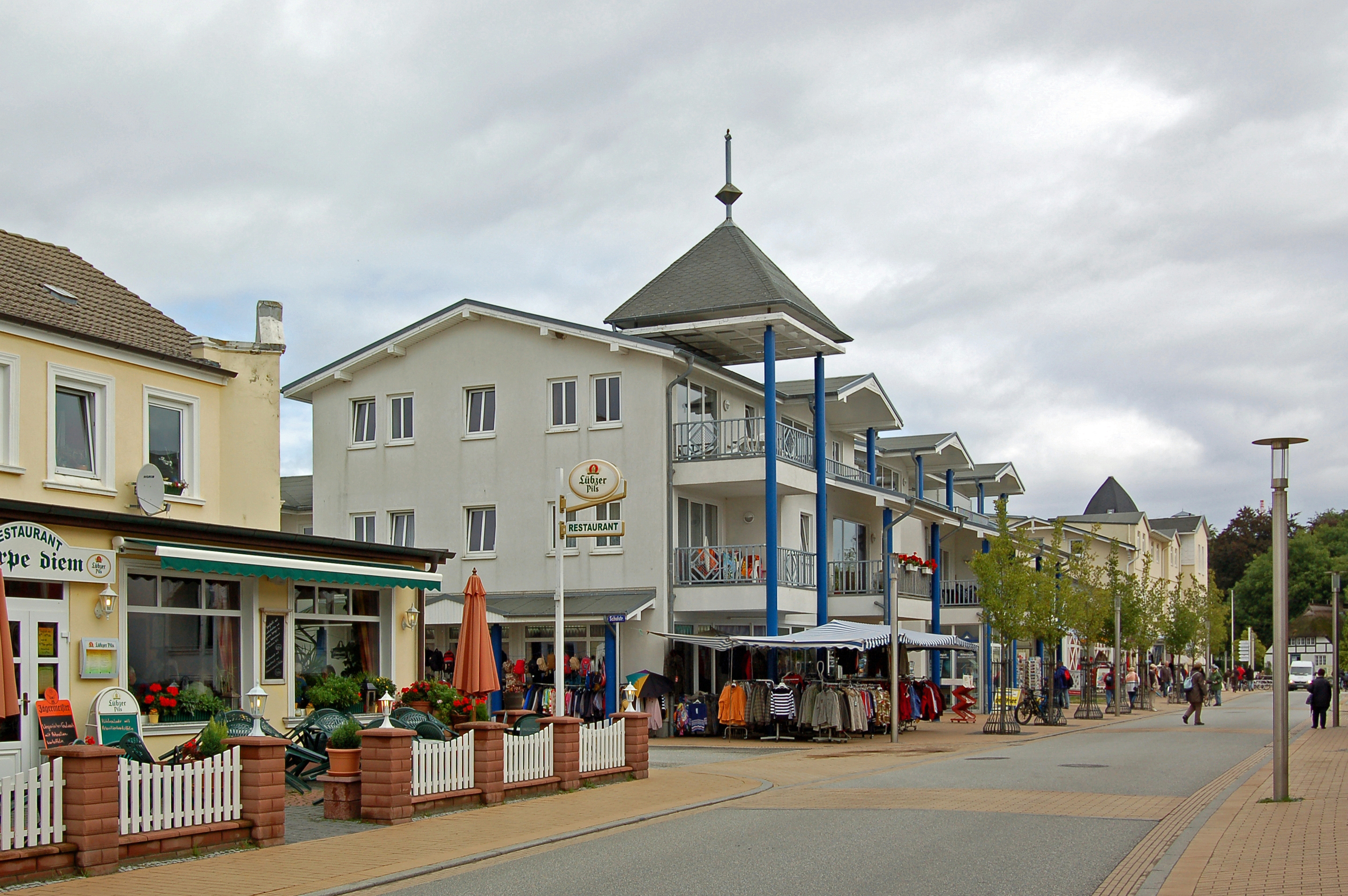
Einkaufsstraße im Ortszentrum

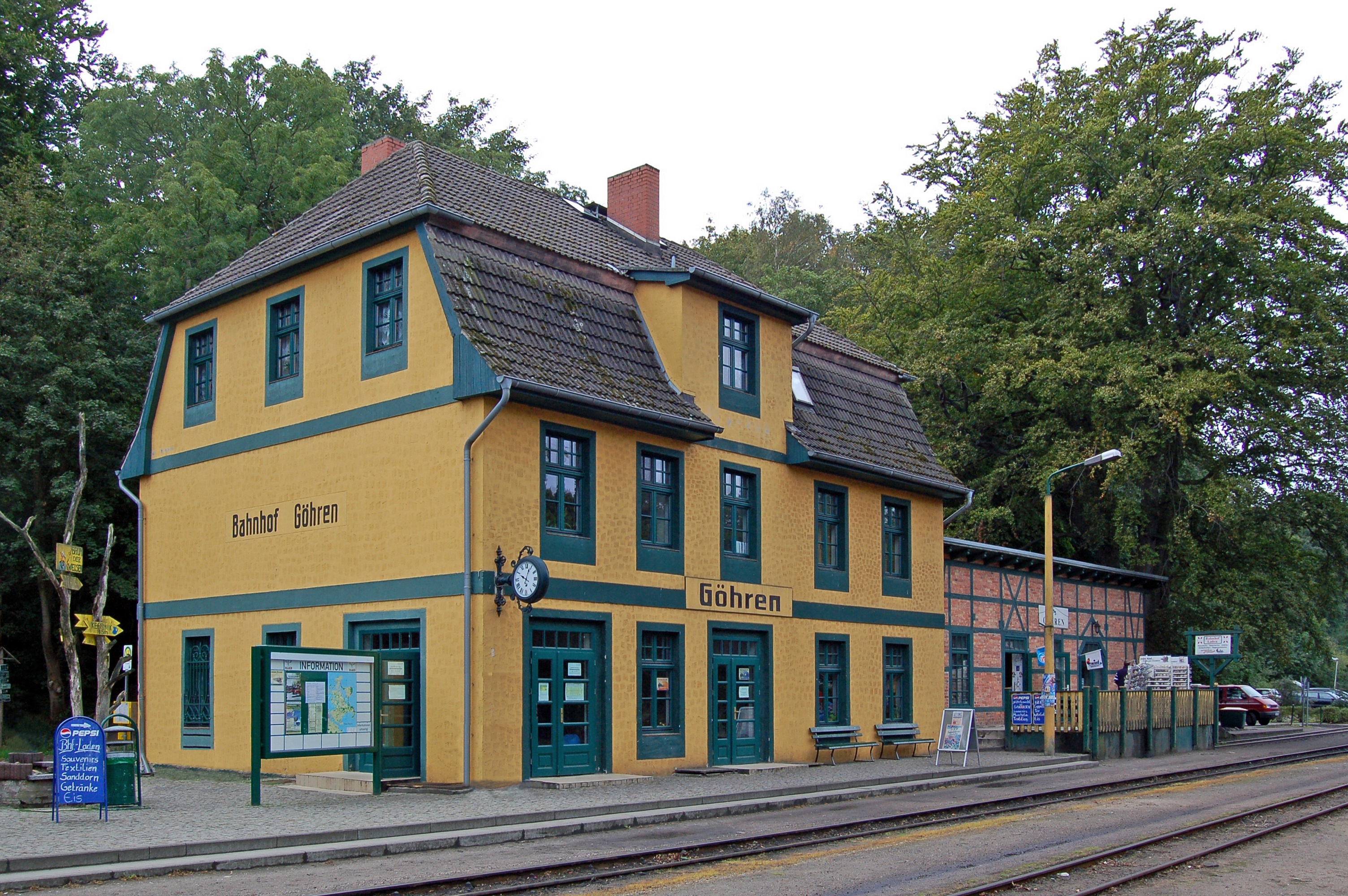
Bahnhof Göhren, Endpunkt der Schmalspurbahn „Rasender Roland“

### Tourismus
Die Gemeinde Göhren ist hauptsächlich vom Fremdenverkehr geprägt. Neben Hotels und Pensionen, die zum großen Teil im Stil der Bäderarchitektur gehalten sind, gibt es in Göhren auch einen Campingplatz. Am Südstrand von Göhren befindet sich eine 1995 gebaute Reha-Klinik der Deutschen Rentenversicherung.
Die durch einen Großinvestor forcierte Ausrichtung der Gemeindeentwicklung auf touristische Ziele war Gegenstand überregionaler Berichterstattung und des Dokumentarfilms Wem gehört mein Dorf?, dessen Veröffentlichung 2019 zur Abwahl des damaligen Gemeinderats führte.

### Verkehr
Göhren ist mit dem Auto über die Europastraße 22/B 96 (bis Bergen) und ab dort über die B 196 erreichbar. Der nächste Fernbahnhof mit IC- und ICE-Verkehr befindet sich in Binz. Außerdem ist Göhren Endstation der Regionalbahnlinie RB 32 (im Volksmund als „Rasender Roland“ bekannt), einer Schmalspurbahn, die von Göhren über Sellin, Ostseebad Binz und Putbus bis Lauterbach Mole führt.
Im öffentlichen Personennahverkehr ist die Gemeinde auch durch die Verkehrsgesellschaft Vorpommern-Rügen mit der Linie 20 (Klein Zicker–Göhren–Binz–Sassnitz–Königsstuhl) angebunden. In der Sommersaison verkehren die Busse zwischen Binz und Göhren morgens und nachmittags alle 15 Minuten, abends bis Mitternacht. Einzelne Fahrten bieten im Sommer zusätzlich die Möglichkeit zum Fahrradtransport. Eine Ortsbuslinie verkehrt zusätzlich saisonal, sie erschließt den Zentralort und die weiteren Ortsteile.
Seit 2015 verbindet ein Schrägaufzug Bahnhof und Seebrücke mit dem Ortszentrum.

## Persönlichkeiten

### Söhne und Töchter der Gemeinde
- Erwin Brandt (1899–1997), Polizeibeamter und SS-Führer
- Bruno Markwardt (1899–1972), Germanist
- Ruth Bahls (1909–1994), Heimatforscherin, Museumsgründerin und Ehrenbürgerin
- Detlev Drenckhahn (* 1944), Professor für Anatomie

### Mit der Gemeinde verbundene Persönlichkeiten
- Max Dreyer (1862–1946), Schriftsteller, lebte in Göhren
- Tom Beyer (1907–1981), Maler, lebte in Göhren
- Christoph Eder (* 1987), Regisseur und Autor, veröffentlichte 2021 über Göhren den Dokumentarfilm Wem gehört mein Dorf?, in Göhren aufgewachsen

## Göhren in der Literatur
- 1904 berichtet Elizabeth von Arnim in ihrem Reiseroman Elizabeth auf Rügen von einer Übernachtung in Göhren.
- Im Schlusskapitel des 1953 erschienenen Romans Ein Mann will nach oben von Hans Fallada plant die Hauptfigur Karl Siebrecht mit seiner Familie eine Reise nach Göhren und freut sich auf „die Landungsbrücke mit ihren Dampfern“.